# Gastrancistrus hamillus
Gastrancistrus hamillus är en stekelart som beskrevs av Walker 1848. Gastrancistrus hamillus ingår i släktet Gastrancistrus och familjen puppglanssteklar. Arten är reproducerande i Sverige. Inga underarter finns listade i Catalogue of Life.